# Кинофестиваль в Авориазе 1987 года
XV Международный фестиваль фантастического кино в Авориазе (фр. Le 15eme edition du Festival international du film fantastique d'Avoriaz) проходил во французских Альпах (Франция) в январе 1987 года.

## Жюри
- Филипп де Брока (Philippe de Broca) — президент
- Жан-Пьер Омон (Jean-Pierre Aumont)
- Сабина Азема (Sabine Azéma)
- Жан-Жак Бенекс (Jean-Jacques Beineix)
- Жан-Пьер Кассель (Jean-Pierre Cassel)
- Джонни Холлидей (Johnny Halliday)
- Виктор Лану (Victor Lanoux)
- Софи Марсо (Sophie Marceau)
- Алан Паркер (Alan Parker)
- Трит Уильямс (Treat Williams)

## Лауреаты
- Гран-при: «Голубой бархат» (Blue Velvet), США, 1986 режиссёр Дэвид Линч
- Специальный приз жюри:
  - «Муха» (Fly, The), США, 1986, режиссёр Дэвид Кроненберг
  - «Штормовые наездники» (Raiders of the Storm) , США, Великобритания, 1986, режиссёр Морис Филлипс
- Приз критики: «Штормовые наездники» (Raiders of the Storm) , США, Великобритания, 1986, режиссёр Морис Филлипс
- Приз Совета по звуку и свету (Prix de la C.S.T.): «Охранник Шмуц» (Schmutz), Австрия, 1985, режиссёр Паулус Манкер
- Приз «Золотая антенна»: «Штормовые наездники» (Raiders of the Storm) , США, Великобритания, 1986, режиссёр Морис Филлипс
- Специальное упоминание": Джим Ван Дер Вуде за исполнение роли в фильме «Стрелочник» (Wisselwachter, De), Нидерланды, 1986, режиссёр Йос Стеллинг
- Приз в разделе «страх» (Prix section peur): «Кровавая пьеса» (Aquarius Stagefright aka: Bloody Bird)", Италия, 1987, режиссёр Микеле Соави